# Liste der kubanischen Botschafter in Österreich
Die Botschaft befindet sich in der Kaiserstraße 84 in Wien.
| Ernannt / Akkreditiert | Name                             | Bemerkung | ernannt während der Regierung von | akkreditiert während der Regierung von | Posten verlassen |
| ---------------------- | -------------------------------- | --- | --------------------------------- | -------------------------------------- | ---------------- |
| Juni 1897              | Filiberto Fonst                  | Republik in Waffen: Miguel Hayder hatte angeregt Wechsel auszustellen. Filiberto Fonst reiste im Einvernehmen mit Salvador Cisneros Betancourt und Ramón Emeterio Betances von Paris an das Österreichische Küstenland, wo er vorbehaltlich entsprechender Sicherheiten durch kubanische Staatsbürger in Paris das Gewehr 88 mit 1000 Kartuschen für etwas über 86 Florin ab Hafen Triest angeboten bekam. | Salvador Cisneros Betancourt      | Franz Joseph I.                        | Juli 1897        |
| 1920                   | Arístides de Agüero y Betancourt | Amtssitz in Berlin (* 1875 Camagüey; † 1933 in Havanna) begnadeter Rhetor, Vater von Rafael Eric Agüero Montoro (* 6. März 1907 in Berlin) 15. Juni 1959 bis 11. Juli 1960: Botschafter in Bonn. | Mario García Menocal              | Michael Mayr                           | 1932             |
| Aug. 1936              | Nicolás Rivero y Alonso          | 1936–1945: Amtssitz nächst dem Heiligen Stuhl (* 22. Januar 1887; † 19. April 1946 in Havanna) fue creado Conde de Rivero en 1919. | Miguel Mariano Gómez              | Kurt Schuschnigg                       | März 1938        |
| 1937                   | Gustavo Sotolongo y Saínz        | Geschäftsträger | Federico Laredo Brú               | Kurt Schuschnigg                       | März 1938        |
| 1955                   | Pedro Corpión Caula              | Geschäftsträger, 1938 Gesandtschaftsrat in Montevideo, 1946 Gesandtschaftssekretär erster Klasse in Mexiko anschließend Geschäftsträger in Madrid. | Fulgencio Batista                 | Julius Raab                            |                  |
| 1956                   | Enrique Fromer                   | Geschäftsträger „Disponer el cese del señor Enrique Fromer como Agregado Comercial Honorario a la Legación de Cuba en Viena, Austria.“ (Gaceta Oficial, Edición Extr. 2–4–59) | Fulgencio Batista                 | Julius Raab                            | 2. Apr. 1959     |
| Dez. 1956              | Giacomo A. Menasce Faraggi       | Ministre plénipotentiaire | Fulgencio Batista                 | Julius Raab                            | 1959             |
| 19. Feb. 1960          | Fernando Gainza González         | Ministre plénipotentiaire | Osvaldo Dorticós Torrado          | Julius Raab                            | 1962             |
| 11. Dez. 1962          | Amado Palenque Sainz de la Peña  | Geschäftsträger | Osvaldo Dorticós Torrado          | Alfons Gorbach                         | 1967             |
| 13. Okt. 1967          | Luis Orlando Rodríguez Rodríguez | Geschäftsträger | Osvaldo Dorticós Torrado          | Josef Klaus                            | Sep. 1973        |
| 13. Sep. 1973          | Luis Orlando Rodríguez Rodríguez | | Osvaldo Dorticós Torrado          | Bruno Kreisky                          | 1978             |
| Okt. 1978              | Floreal Chomón Mediavilla        | (* 1927) 1969–1973: Botschafter in Budapest später Botschafter in Malabo. | Fidel Castro                      | Bruno Kreisky                          | 1987             |
| 9. Jan. 1984           | Gustavo Mazorra Hernández        | 1979: Ambassador Resident in Brüssel | Fidel Castro                      | Fred Sinowatz                          | 1987             |
| 11. Jan. 1987          | Conrado Valdivia Sesam           | | Fidel Castro                      | Fred Sinowatz                          | 1990             |
| 18. Juli 1991          | Javier Rosales Arias             | | Fidel Castro                      | Franz Vranitzky                        | 1992             |
| 17. Dez. 1993          | Alberto Velazco San José         | | Fidel Castro                      | Franz Vranitzky                        | 1998             |
| 6. Okt. 1998           | Luis García Peraza               | | Fidel Castro                      | Viktor Klima                           | 2001             |
| 14. Nov. 2001          | José Ramón Cabañas Rodríguez     | Absolvent des Instituto Superior de Relaciones Internacionales (ISRI), donde figuró como líder estudiantil. 2013: Leiter der Sección de Intereses de Cuba en Washington. | Fidel Castro                      | Wolfgang Schüssel                      | 2005             |
| 10. Nov. 2005          | Norma Goicochea Estenoz          | | Fidel Castro                      | Wolfgang Schüssel                      | 2011             |
| 17. Mai 2011           | Juan Carlos Marsán Aguilera      | | Raúl Castro                       | Werner Faymann                         |                  |
| 1. Jan. 2015           | Juan Antonio Fernández Palacios  | | Raúl Castro                       | Werner Faymann                         |                  |

Botschafter der Republik Kuba